# V1079 Геркулеса
V1079 Геркулеса (лат. V1079 Herculis) — одиночная переменная звезда в созвездии Геркулеса на расстоянии приблизительно 1355 световых лет (около 416 парсек) от Солнца. Видимая звёздная величина звезды — от +9,04m до +8,9m.
Открыта проектом ROSAT*.

## Характеристики
V1079 Геркулеса — оранжевый гигант, вращающаяся переменная звезда типа BY Дракона (BY:) спектрального класса K0, или K2III*. Радиус — около 8,45 солнечного, светимость — около 31,604 солнечной. Эффективная температура — около 4708 K.